# I Married a Mobster
I Married a Mobster is een Amerikaanse documentaireserie uit 2011 ontwikkeld voor Discovery Channel. In Nederland wordt de serie, via digitale kanaalaanbieders, uitgezonden op Investigation Discovery en TLC. De serie komt voort uit de succesvolle serie Who the (Bleep) Did I Marry dat sinds 2010 uitgezonden wordt op dezelfde televisiekanalen.

## Afleveringen
| 1  | A Love Story | 13 juli 2011                  |  |  |  |
| 1  | In deze aflevering verteld Cheryl Caruso, de vrouw van Colombolid Phil "Philly" Caruso, over haar leven. Ze kreeg de schrik van haar leven toen haar man, van wie ze altijd dacht dat hij zijn geld verdiende met een legale drukkerij, veroordeeld werd tot 15 jaar tot levenslang voor afpersing en drugshandel. |                               |  |  |  |
| 2  | Working Mom | 20 juli 2011                  |  |  |  |
| 2  | Andrea Giovino werd geboren in een misdaadfamilie. Haar moeder leerde haar stelen en drong haar op om met een maffioso te trouwen, en haar broer was op 17-jarige leeftijd al een huurmoordenaar. Als eerste kreeg ze een relatie met Frank Lino een capo binnen de familie Bonanno. Nadat die relatie op de klippen liep begon ze een relatie met Mark Reiter, een belangrijk Gambinolid die een heroïnelijn runde voor John Gotti. Deze relatie liep op de klippen nadat Andrea vast was komen te zitten wegens drugssmokkel. Nadat ze vrijgekomen was, ontmoette ze John "Big John" Fogarty, een Ier die een eigen cocaïnesmokkellijn runt. Wanneer de FBI voor haar deur staat, moet ze beslissen of ze informant wordt of zelf de bak in draait.                                                            |                               |  |  |  |
| 3  | The Grim Reaper | 27 juli 2011 – 1 januari 2012 |  |  |  |
| 3  | Linda Shiro is de minnares van Gregory "The Grim Reaper" Scarpa, op dat moment de meest gevreesde capo van de familie Colombo. Scarpa, voorheen een betaalde FBI-informant, raakt betrokken bij een interne oorlog om de machtspositie. Shiro verliest uiteindelijk haar man en zoon, Joey Scarpa, door het leven als maffiavrouw. |                               |  |  |  |
| 4  | Meet the Famas | 3 augustus 2011               |  |  |  |
| 4  | Barbera Fama trouwt in 1959 met bouwvakker Joseph "Joe" Fama. Wanneer ze in geldnood komen neemt Joe een bijbaantje als taxichauffeur. Van daaruit begint hij met het verkopen van illegale sigaretten en uiteindelijk een illegaal casino. Deze casino financiert hij met geld dat hij van de familie Gambino leent. Wanneer een speler de bank breekt heeft Joe een gigantische schuld bij de Gambino's open staan. Om deze af te lossen gaat Joe voor de Gambino's werken als drugshandelaar. Wanneer hij zijn schuld heeft afgelost blijft hij echter werken voor de familie. Zijn dochter Toni, die ondertussen ook drugs verhandelt, komt echter in het vizier van de DEA. Wanneer deze het ouderlijk huis binnenvalt om Toni te arresteren valt ook Joe door de mand en verdwijnen beiden achter tralies. |                               |  |  |  |
| 5  | Rat Trap | 10 augustus 2011              |  |  |  |
| 5  | De 26-jarige Denyce Franzese ontmoet in het afkickcentrum waar ze werkt John Franzese Jr., de zoon van de legendarische Colombolid John "Sonny" Franzese. Tijdens het afkicken van zijn drugsverslaving trouwt hij met Denyce. Echter verandert zijn gedrag al snel van lieve charmeur tot gewelddadige maniak. Uiteindelijk verdwijnt John in 2006 spoorloos. |                               |  |  |  |
| 6  | Daddy's Girl | 17 augustus 2011              |  |  |  |
| 6  | Linda "Little Linda" Scarpa, de dochter van Gregory Scarpa en Linda Shiro, merkt dat het leven als dochter van een beruchte maffioso niet makkelijk is. Niemand buiten de maffia om wil contact met haar en ze raakt betrokken in een interne machtsstrijd binnen de familie Colombo. Ze belandt midden in een liquidatiepoging op haar vader, en haar broer Joey Scarpa probeert uit alle macht om ook een maffialid te worden met fatale gevolgen. |                               |  |  |  |
| 7  | No Way Out | 24 augustus 2011              |  |  |  |
| 7  | Angela Calvacante krijgt een relatie met Sal Bonina, de zoon van belangrijk Luccheselid Nicholas "The Baron" Bonina. Sal blijkt echter een zeer gewelddadig man te zijn en wanneer hij haar ten huwelijk vraagt durft ze niet te weigeren. Wanneer Angela zich probeert los te weken van de familie breekt er een explosieve ruzie uit. |                               |  |  |  |
| 8  | Family Getaway | 31 augustus 2011              |  |  |  |
| 8  | |                               |  |  |  |
| 9  | Love Hurts | 7 september 2011              |  |  |  |
| 9  | Love Majewski krijgt een relatie met Bonannolid Chris Paciello. Via hem ontmoet ze Ray Merolle, de leider van een autodiefstalbende die bekendstaat als The Untouchables. Paciello wordt uiteindelijk opgepakt en veroordeeld voor een moord, en Merolle wordt veroordeeld voor meer dan 100 aanklachten. Majewski blijft alleen achter en in het vizier van de FBI. |                               |  |  |  |
| 10 | Ebony & Ivory | 14 september 2011             |  |  |  |
| 10 | |                               |  |  |  |